# Pentti Linkola
Kaarlo Pentti Linkola, född 7 december 1932 i Helsingfors, död 5 april 2020 i Valkeakoski, var en finländsk ekolog, ornitolog, fiskare och författare.
Han har blivit känd som miljöaktivist, ornitolog, inflytelserik ekosof och har ansetts vara en djupekolog.

## Inledning
Pentti Linkola levde ett materiellt enkelt liv och arbetade som fiskare. Han ansåg att mänskligheten har förstört miljön och att en kraftig befolkningsminskning vore önskvärd. Linkola var starkt kritisk till industrialismen och förespråkade en återgång till ett förindustriellt samhälle. Han har omväxlande betecknats som djupekolog och för Lev Tolstojs vakthavande i Finland.
Till skillnad från exempelvis primitivister uttalade han sig positivt om diktatur och förespråkade ett totalitärt samhälle styrt av en liten elit. Huvuddelen av befolkningen borde, enligt Linkola, leva på en levnadsstandard motsvarande medeltidens, där konsumtionen strikt begränsas till förnybara resurser och där "undermåliga" människor inte tillåts att skaffa barn.
Linkola uppmärksammades i samband med skottdramat på Jokelaskolan, eftersom gärningsmannen Pekka-Eric Auvinen uppgavs ha hämtat inspiration från Linkolas åsikter. Han har skrivit flera böcker om sina idéer och var välkänd i Finland.

## Biografi
Pentti Linkola växte upp i Helsingfors men på barndomens somrar vistades han på landsbygden. Hans far Kaarlo Linkola (Collan) var botaniker och rektor för Helsingfors universitet och hans morfar Hugo Suolahti hade varit universitetets kansler.
Linkola inledde studier vid universitetet, men valde att inte fortsätta sina universitetsstudier i zoologi och botanik efter första året, utan blev istället fri naturalist. Tillsammans med Olavi Hildén skrev han Suuri lintukirja ("Stora fågelboken"), som utkom i en första utgåva 1955.
Linkolas första politiska publikation var pamfletten Isänmaan ja ihmisen puolesta ("För fäderneslandet och människan") 1960, där han förespråkade pacifism och uppmanade till vapenvägran. Linkola var ornitolog och uttryckte i sina skrifter ofta sin beundran över skogar och naturen i allmänhet. Han förespråkade utrotning av katter, minkar och några andra arter som importerats till Norden och som han ansåg vara främmande i det finska ekosystemet och ett hot mot fågellivet och andra djur.
Linkola bodde ensam i en stuga utan tillgång till elektricitet. Han skulle inte äga vare sig bil eller dator, inte heller ha tillgång till rinnande vatten. Linkola förtjänade tidigare sitt uppehälle genom att fiska från en roddbåt och sedan åka runt till häst och sälja fisken. Efter pensioneringen fortsatte han att fiska på vintrarna. Han erhöll priser i Finland för sina insatser för miljön.[källa behövs]
Linkola uppmärksammades i samband med skottdramat på Jokelaskolan då den 18-årige Pekka-Eric Auvinen mördade åtta personer och därefter sköt sig själv. Det har framkommit att Auvinen var inspirerad av flera olika tänkare, däribland Linkola, och i de inlägg han hade gjort på olika webbsajter syntes Linkolas syn på mänskligheten. Efter massakern uttalade Linkola stöd för Auvinens idéer men sade att "i det långa loppet hjälper det inte att skjuta några skolkamrater. Det krävs en större massrörelse för att få ner befolkningen."
Linkola var gäst i finsk TV och radio i flera olika program om natur och bondeliv.
Linkolas dotter har intervjuats ett flertal gånger efter hans död och hon berättar om en naturnära uppväxt hos fadern och stöder sina föräldrars filosofi om ekologism.

## Filosofiska uppfattningar
Som filosof kan Linkola beskrivas som biocentrisk empirist. Han menar att människan måste återvända till en snävare ekologisk nisch samt överge den moderna teknologin och strävandet efter ekonomisk tillväxt. Vid vissa tillfällen har han dock menat att det goda samhället kan behöva ha tillgång till militär högteknologi för att försvara sig mot attackerande icke-miljövänliga samhällen.
I essäsamlingen Unelmat paremmasta maailmasta ("Drömmar om en bättre värld") från 1971 beskriver Linkola för första gången sin ekologistiska hållning. Han har fortsatt att tala emot västvärldens livsstil, och menar att demokrati och marknadsekonomi ofelbart betyder utrotning av många arter av växter och djur och ett överutnyttjande av naturresurser. Hans senare böcker Johdatus 1990-luvun ajatteluun ("Introduktion till 1990-talets tänkande") från 1989 och Voisiko elämä voittaa ("Kan livet vinna?") från 2004 är antologier med material han publicerat i olika finska tidningar och tidskrifter.
Pentti Linkola förespråkade en mångfald av liv; stora och små djur, växter, svampar, rovdjur och växtätare. Han kritiserade hårt det moderna kapitalistiska industrisamhället. Han menade att det är när vi möter utmaningar och måste kämpa för något som livet blir meningsfullt, och att det materiella överflödet och maskinernas intåg har lett till självmord, depressioner, arbetslöshet, fetma och en känsla av meningslöshet.
Linkola kritiserade marknadsekonomin då han ansåg att den förvandlar liv och natur till produktionsfaktorer. Därför ansåg han att staten skall styra ekonomin. Teknologi såg han som en illusion som leder till att nya problem skapas, i och med att när den löser problem gör den det inte sällan till stora kostnader i form av resurser.
Linkola uttryckte kompromisslöshet i sin analys av orsakerna till att inget, eller alltför lite, görs för att skydda djur och miljö. Han kritiserade demokratin som han ansåg bygger på individens val och såg det som att individerna gör det som är mest bekvämt för dem och själva aldrig skulle agera mot exempelvis miljöförstörelse. Därför ansåg han att svaret ligger i att en elitstyrd stat skall skydda miljö och icke-mänskligt liv.
Linkola har hållit föredrag i Sverige, vilka fått viss uppmärksamhet. Pentti Linkolas publicerade verk finns i huvudsak på finska, men några engelska översättningar har gjorts.

## Politiska åsikter

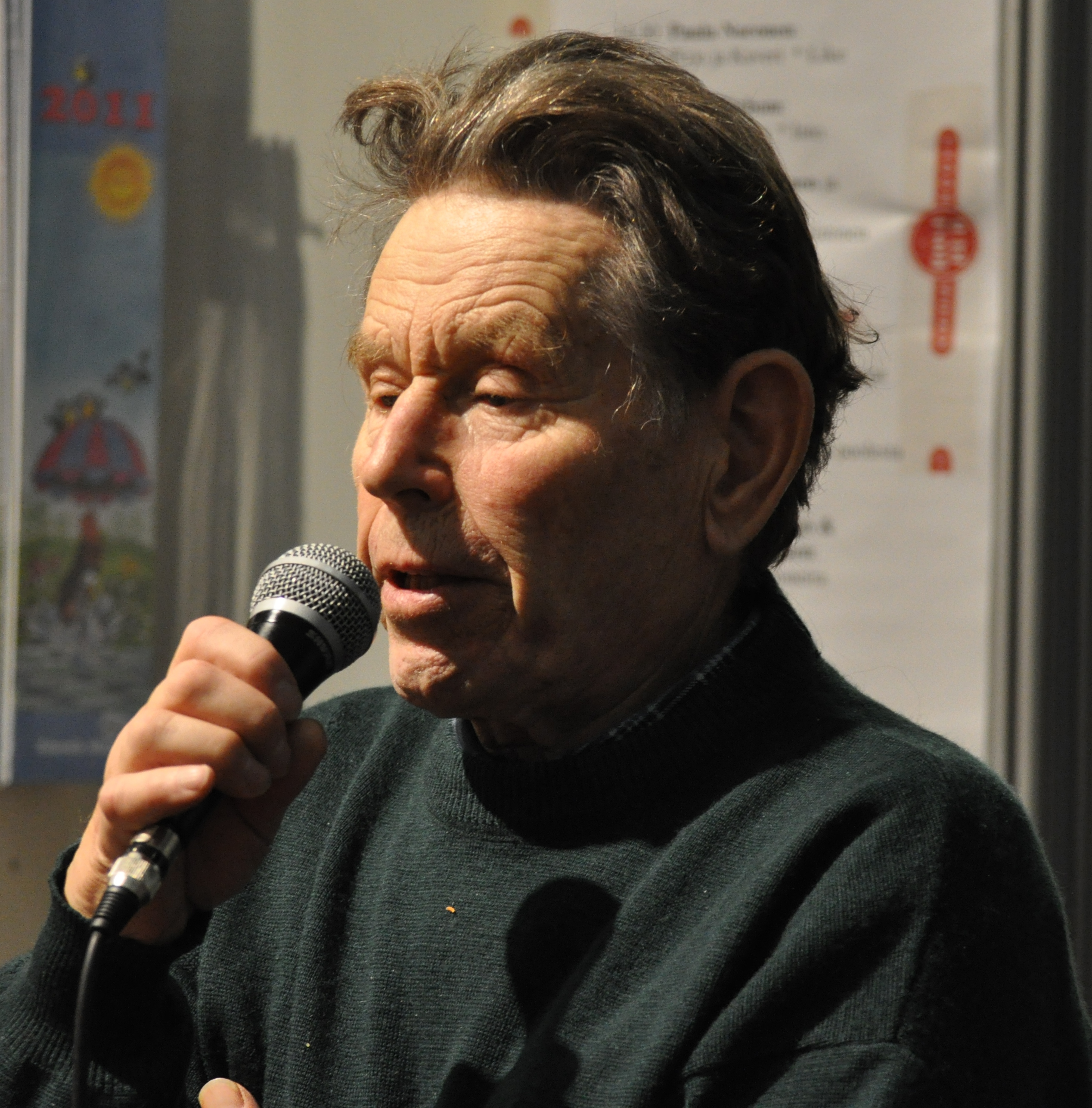
Pentti Linkola, 2010.

Pentti Linkola ansåg att människor idag bör hämta inspiration från de metoder som användes av Baader-Meinhof-ligan, Röda Khmererna, de finska stalinisterna och liknande grupper. Han menade också att attackerna den 11 september 2001 bör ses som en positiv och symbolisk handling emot USA och det moderna samhället.
I boken Can Life Prevail? skrev Linkola om hur ett idealsamhälle bör se ut. I detta samhälle ska, enligt Linkola, en liten elit styra över de stora massorna. Han skrev att denna elit bör införa en totalitär regim som verkar för miljöns bästa, genom att bland annat totalförbjuda individer från att äga bilar och motorbåtar samt att all flygtrafik förbjuds.
Pentti Linkola har följaktligen förespråkat att människan ska sluta bygga nya motorvägar och moderna hus, samt förstöra alla parkeringsplatser, storstäder och låta naturen växa över dem. I stället ansåg Linkola att man skall återinföra jordbrukssamhället. Skolsystemet, skrev han, skall värnas om som den viktigaste aspekten i samhället, där bland annat historia, konst och naturvetenskap lärs ut i ökad omfattning.
Pentti Linkola ansåg att människorna skall ta vara på naturens resurser i större utsträckning; exempelvis skall folket lära sig att äta fisk och djur på ett sätt så att endast de största benen kvarstår. Han ansåg även att hälsoinspektörer skall tvångsdeporteras till områden där livsmedel inte har tillvaratagits.[källa behövs]
Linkola ansåg vidare att även de som bidragit till industrialiseringen, samt att även de som bidragit till skapandet av ny teknologi, skall bli föremål för deportation. Importen skall, enligt Linkola, minskas kraftigt och begränsas till enbart det mest nödvändiga, samt att allt användande av moderna maskiner skall upphöra. Vid turism och resor utomlands menade Linkola att cykling och att vandra är det bästa alternativet.
I frågan om staten och landets säkerhet ansåg Linkola att folket skall kontrolleras av staten dygnet runt, samt att dödsstraff skall tillämpas mot allvarligare drogrelaterade brott, sexualbrott och stöld, samt för brott mot naturen. Polisen skall, enligt Linkola, ha rätt att stoppa vilken person man önskar och att utan ifrågasättande få söka igenom dennes tillhörigheter. Enligt Linkola skall inga människor tillåtas att placera vilda djur i burar eller på något sätt beröva djur deras naturliga frihet, på cirkus eller på zoo. All pälsindustri och modern slaktindustri skall totalförbjudas.
Linkola betraktade befolkningstillväxten som det största hotet mot livet på jorden. Pentti Linkola ansåg att inga individer som bedöms som "undermåliga" skall tillåtas föda barn. När ett krig utbryter har han uttalat att kriget fyller ett gott syfte eftersom det minskar befolkningen.
I en av Linkolas mer kända metaforer som syftar på överbefolkningen på jorden skrev han om jorden och mänskligheten som en båt, och om denna båt lastas full så kommer den till slut att sjunka. Därför skulle det vara nödvändigt att "lasta av" dem som tynger ned "båten", innan den "sjunker och tar alla med sig ned i graven". Följande är ett citat av Linkola angående detta ämne:
| ”                | Vad ska göras när en båt fullastad med människor har sjunkit och det enbart finns en livbåt? När livbåten är fullastad kommer de som hatar livet att försöka lasta på den med ännu fler människor och på så sätt sänka allihopa. De som däremot älskar och respekterar livet kommer att ta upp skeppets yxa och hugga av händerna på de som klänger sig fast vid sidorna. | „ |
| – Pentti Linkola | |   |

[källa behövs]
Pentti Linkola menade att det finns möjlighet att "agera radikalt", och att om detta inte görs så kommer alternativet att bli sämre. Han har också hävdat att man inte ska förhindra epidemier i u-länder utan låta naturen ha sin gång. Han ansåg även att "undermåliga" människor skall hindras att skaffa barn, men att "första gradens" människors barnafödande skall främjas.
I en artikel i Wall Street Journal Europe publicerad 24 maj 1994 citerades Linkola yttra att ett tredje världskrig vore en lycklig händelse för jorden, och att om det fanns en knapp han kunde trycka på för att utlösa det, skulle han offra sig själv utan tvekan, så länge som det innebar att miljontals människor dog.
Allt detta är enligt Linkola något nödvändigt för att på längre sikt kunna rädda mänskligheten från ett ännu grymmare öde då jordens resurser tagit slut helt och mänskligheten dör ut. Linkola såg det som att i framtiden, om samhället fortsätter som det gör idag, kommer vi inte att kunna överleva.